# 祁连山蓝尾鸲
祁连山蓝尾鸲（学名：Tarsiger albocoeruleus）是鹟科鸲属的一个鸟类物种，分布于中国的青海东北部、甘肃北部、山西和北京。该物种最初在1937年作为红胁蓝尾鸲的亚种被描述，模式标本采集自青海省海东市互助北山一带，但此后长期被视为与其指名亚种没有区别，因此不是单独的亚种。其于2018年被重新认为是与指名亚种不同的亚种，2022年的分子系统发生学研究认为其在鸣声和遗传学上与红胁蓝尾鸲有显著区别，因此应被认为是单独的物种，但二者在形态上仅有细微的差别，典型的祁连山蓝尾鸲的眉纹蓝色更多，而白色更少。祁连山蓝尾鸲与红胁蓝尾鸲是最亲近的姊妹群，二者的分化发生于更新世中早期。